# Politikåret 1904

## Händelser
- 8 februari - Utan krigsförklaring angriper Japan den ryska Fjärranösternflottan vid i Port Arthur. Detta blir inledningen till det rysk-japanska kriget.
- 25 februari - Brasilien annekterar Acre.[1]
- 8 april - Entente Cordiale - en allians som bland annat delar upp de olika intresseområdena i Asien och Afrika - undertecknas av Storbritannien och Frankrike.
- 1 maj - Slaget vid Yalufloden utkämpas under rysk-japanska kriget 1904-1905.
- 4 maj - Sveriges riksdag fattar beslut om reform av läroverken med realskola och gymnasium. Kvinnor får rätt till underordnade befattningar i svenska statens samskolor.
- 7 september - En brittisk militärexpedition invaderar Tibet.
- 17 oktober - Allmänna valmansförbundet (AVF) bildas i Sverige genom sammanslagning av den svenska riksdagens tre högergrupper, så att dessa kan organiseras bättre mot arbetarrörelsen. Fredrik Östberg är ordförande, men förbundet domineras av Arvid Lindman, ledare för andrakammarhögern, och Ernst Trygger, ledare för förstakammarhögern.
- November - Den svenska socialdemokratiska kvinnotidningen Morgonbris utkommer med sitt första nummer.

## Val och folkomröstningar
- 8 november - Republikanen Theodore Roosevelt väljs om som president i USA.

## Organisationshändelser
- 17 oktober – Moderata samlingspartiet bildas under namnet Allmänna valmansförbundet.

## Födda
- 16 november – Nnamdi Azikiwe, Nigerias förste president 1960–1966.
- 10 december – Antonín Novotný, Tjeckoslovakiens president 1957–1968.

## Avlidna
- Okänt datum – Mahmoud Sami al-Baroudi, Egyptens regeringschef 1882.

### Fotnoter
1. ↑  ”Acre” (på engelska). World Statesmen. http://www.worldstatesmen.org/Brazil_States.html#Acre. Läst 7 november 2012.